# Coupe Kirin 2002
La Kirin Cup 2002 est la vingt-troisième édition de la Coupe Kirin. Elle se déroule en avril et en mai 2002. Elle oppose le Japon, la Slovaquie et le Honduras. Il n'y a pas de vainqueur.

## Résultats
| 29 avril 2002 | Japon         | 1 – 0 | Slovaquie | National Stadium, Tokyo                        |                                                |
|               | Nishizawa 38e |       |           | Spectateurs : 57 000 Arbitrage : Bae Jae-Young | Spectateurs : 57 000 Arbitrage : Bae Jae-Young |

| 2 mai 2002 | Japon                              | 3 – 3 | Honduras                                   | Kōbe          |               |
|            | Nakamura 26e 41e · Alex 76e (pen.) |       | Pineda 15e · Carlos Pavón 27e 45+1e (pen.) | Arbitrage : ? | Arbitrage : ? |

|  | Honduras | Match non programmé | Slovaquie |  |  |
|  |          |                     |           |  |  |

## Tableau
| Équipe    | Pts | J | V | N | D | Bp | Bc | Dif |
| --------- | --- | - | - | - | - | -- | -- | --- |
| Japon     | 4   | 2 | 1 | 1 | 0 | 4  | 3  | +1  |
| Honduras  | 1   | 1 | 0 | 1 | 0 | 3  | 3  | 0   |
| Slovaquie | 0   | 1 | 0 | 0 | 1 | 0  | 1  | -1  |